# Aichaku
『Aichaku』（愛着）は2025年公開のゲイ・ロマンス長編映画。監督は西坂來人とマイケル・ウィリアムズ。クリス・マッコームス、西澤クリストファー清、上枝恵美加、坂口候一らが出演する。

## 概要
2023年に制作開始、メインキャストによるリハーサルは2023年4月に行われた。LGBTを扱った本作の舞台は、都会ではなく田舎にすることで日本の美しさも伝えることにした。
撮影は5月〜8月、主に千葉県と茨城県でロケが行われ、千葉県フィルムコミッションといばらきフィルムコミッションが協力している。この作品で使用されたロケ地の多くは、2022年に撮影されたアウトドアドキュメンタリー番組『ゲッティング・ダーティ・イン・ジャパン』で監督が茨城県を訪れた際に感銘を受けた場所でもある。
脚本を担当したクリス・マッコームスは15年間に渡る日本での生活で体験したことを物語に反映させた。
日本人監督の西坂來人とイギリス人監督のマイケル・ウィリアムズのダブル監督体制で行われた理由は、日本を舞台に外国人とミックスルーツの日本人とのラブロマンスが描かれる過程で、日本の描写や外国人の描写がよりリアルになるよう配慮がされたものだ。
エグゼクティブプロデューサーのマックス・エマーソンと主演を務めたクリス・マッコームスが中心となり2023年9月16日から11月3日まで 映画の公開に向けてクラウドファンディングが行われ目標を達成した。（300人以上が参加した）
2024年5月に東京都中野区の会場にて初号試写が行われた。2025年4月にスペインと日本のAmazonプライム・ビデオで配信された。

## あらすじ
日本の片田舎に住むアメリカ人のルーカス。
彼は経営難の小さな英会話学校で働きながら、少ない稼ぎの中でも心豊かに暮らしていた。
同じ町には、外国人の母親を持つミックスルーツの日本人、ケンが住んでいた。
叔父が経営する建設会社で長い間働いていたケンは、自分の生き方やアイデンティティを見出せない日々を送っていた。
惹かれ合うように出会った二人は、不器用にぶつかり合いながら互いが抱えている”愛着”を見つめ直していくー。

## キャスト
- Lucas：クリス・マッコームス
- Ken：西澤クリストファー清
- Erika：上枝恵美加
- Ryosuke：郷本直也
- Nobu：坂口候一
- Yoshiko：竹下かおり
- Cathy：シンシア・チェストン
- Marie：藤原弥生
- Otani：今井孝祐

## スタッフ
- 監督 - 西坂來人、マイケル・ウィリアムズ
- 脚本 - クリス・マッコームス[9]
- 翻訳 - 川畑誠仁
- プロデューサー - クリス・マッコームス、白いんこ
- エグゼクティブプロデューサー　-　マックス・エマーソン
- アソシエイトプロデューサー　-　川畑誠仁、ヤンニ・オルソン
- 音楽 - 野宮任裕
- 編集 - マイケル・ウィリアムズ
- 製作 - Tokyo Cowboys